# Georgijski smerni kamni
Georgijski smerni kamni (angleško Georgia Guidestones) so bili granitni spomenik, postavljen leta 1980 v okrožju Elbert v ameriški zvezni državi Georgija. Nabor desetih smernic je v strukturi vpisan v osmih sodobnih jezikih, krajše sporočilo pa je na vrhu strukture v štirih starodavnih jezikovnih pisavah.
Spomenik je stal na nadmorski višini približno 230 m nad morsko gladino, približno 140 km vzhodno od Atlante, 72 km od Athensa in 14 km severno od središča mesta Elberton.
Spomenik je bil visok 5,87 m in je bil izdelan iz šestih granitnih plošč, ki skupaj tehtajo 107.840 kg. Ena plošča je stala v sredini, štiri pa so bile razporejene okoli nje. Na vrhu petih plošč, ki so bile astronomsko poravnane, je ležal krovni kamen. Dodatna kamnita plošča, ki je postavljena v tla nedaleč zahodno od skulpture, vsebuje nekaj opomb o zgodovini in namenu smernih kamnov. Strukturo včasih imenujejo tudi »ameriški Stonehenge«. Anonimnost avtorjev strukture in njihovo očitno zagovarjanje nadzora nad prebivalstvom, evgenike ter internacionalizma so postali predmet polemik in teorij zarote. Spomenik je bil občasno tarča vandalizma, dokončno je bil uničen po bombnem napadu neznancev leta 2022.

## Zgodovina
Junija 1979 se je moški, ki je uporabljal psevdonim RC Christian, v imenu »majhne skupine domoljubnih Američanov« obrnil na podjetje Elberton Granite Finishing Company in naročil izdelavo te strukture. Christian je pojasnil, da bi kamni delovali kot kompas, koledar in ura in bi morali biti sposobni »prenesti katastrofalne dogodke«. Joe Fendley iz podjetja Elberton Granite je domneval, da je Christian »nor«, in ga je poskušal odvrniti s ponudbo, ki je bila nekajkrat višja od kateregakoli projekta, ki ga je podjetje do tedaj izvajalo, s pojasnilom, da bodo za izdelavo potrebna dodatna orodja in svetovalci. Na Fendleyjevo presenečenje je Christian ponudbo sprejel. Med urejanjem plačila je Christian dejal, da zastopa skupino ljudi, ki je izdelavo načrtovala že 20 let in ki želi ostati anonimna. 
Christian je predstavil model kamnitih smernic in deset strani specifikacij. Zemljišče s površino 2 hektarjev je Christian očitno kupil 1. oktobra 1979 od lastnika kmetije Wayna Mullinexa. Mullinex in njegovi otroci so dobili doživljensko pravico do paše živine na tem območju. 
22. marca 1980 je bil spomenik odkrit pred občinstvom, ki je po nekaterih virih štelo 100, po drugih pa 400 ljudi. Christian je kasneje lastništvo nad zemljo in strukturo prenesel na okrožje Elbert. 
Leta 2008 so kamne pobarvali s poliuretansko barvo in prekrili grafite s slogani, kot je »Smrt novemu svetovnemu redu«. Revija Wired je akcijo označila za »prvo resno dejanje vandalizma v zgodovini smernih kamnov«. Septembra 2014 je uslužbenec oddelka za vzdrževanje okrožja Elbert stopil v stik z Zveznim preiskovalnim uradom, ko so smerne kamne vandalizirali z grafiti, ki so vsebovali frazo »Jaz sem Isis, boginja ljubezni«. Po več drugih manjših primerih vandalizma je bil spomenik julija 2022 tarča bombnega napada, v katerem je bila popolnoma uničena ena od štirih plošč na obodu. Preostanek so lokalne oblasti zaradi varnosti kmalu za tem porušile.

## Opis

### Napisi
Na Georgijskih smernih kamnih je bilo v osmih različnih jezikih vgravirano sporočilo, sestavljeno iz desetih smernic ali načel. Vsak jezik je bil na eni strani štirih velikih pokončnih kamnov. Ti jeziki so si sledili v smeri urnega kazalca od severa: angleščina, španščina, svahili, hindujščina, hebrejščina, arabščina, tradicionalna kitajščina in ruščina.
1. Ohranite človeštvo pod 500.000.000 v večnem ravnovesju z naravo.
2. Pametno usmerjajte razmnoževanje – izboljšanje kondicije in raznolikosti.
3. Združite človeštvo z novim živim jezikom.
4. Brzdajte strast – vero – tradicijo – in vse stvari z umirjenim razumom.
5. Zaščitite ljudi in narode s poštenimi zakoni in pravičnimi sodišči.
6. Naj vsi narodi odločajo o notranjem reševanju zunanjih sporov na svetovnem sodišču.
7. Izogibajte se nepomembnim zakonom in neuporabnim uradnikom.
8. Uravnotežite osebne pravice z družbenimi dolžnostmi.
9. Nagrada resnica – lepota – ljubezen – iščejo harmonijo z neskončnim.
10. Ne bodite rak na Zemlji – Pustite prostor naravi – Pustite prostor naravi.

## Obrazložitvena tableta
Nekaj metrov zahodno od spomenika je stala dodatna granitna plošča, postavljena poravnano s tlemi. Ta plošča je razlagala strukturo in v njej uporabljene jezike, navajala različna dejstva o velikosti, teži in astronomskih značilnostih kamnov, datumu namestitve in sponzorjih projekta. Nanašala se je tudi na časovno kapsulo, pokopano pod ploščo, vendar prostori na kamnu, namenjeni za izpolnitev datumov, ko je bila kapsula zakopana in jo je treba odpreti, niso bili vpisani. Zato ni gotovo, ali je bila časovna kapsula kdaj dejansko postavljena na svoje mesto.
Celotno besedilo obrazložitvene plošče je podrobno opisano spodaj. Plošča je nekoliko nedosledna glede ločil in napačno črkuje besedo »psevdonim«. Izvirno črkovanje, ločila in prelomi vrstic v besedilu so ohranjeni v prepisu, ki sledi (velikost črk ni). V zgornjem središču plošče je napisano:
Georgijski smerni kamni
Središčni del, postavljen 22. marca 1980
Takoj pod tem je obris kvadrata, znotraj katerega je zapisano:
Naj bodo to smernice v Dobo razuma
Na robovih kvadrata so bili napisani prevodi v štiri starodavne jezike, po en na rob. Začenši od vrha in v smeri urnega kazalca so to: babilonski (v klinasti pisavi), klasični grški, sanskrtski in staroegipčanski (v hieroglifih).
Na levi strani plošče je bil naslednji stolpec besedila:
Astronomske značilnosti
1. Kanal skozi kamen označuje nebesni pol
2. Vodoravna reža označuje letno potovanje sonca
3. Sončni žarek skozi krovni kamen vse leto označuje poldne

Avtor:
R.C. Christian (psevdonim) [sic] 
Sponzorji:
Majhna skupina Američanov, ki iščejo Dobo razuma 
Časovna kapsula
Postavljena dva metra pod to točko 
Vstavljena 
Odprta dne 
Besede so prikazane, kot je bilo prikazano pod naslovom časovne kapsule; datumi niso bili vgravirani.

### Fizični podatki
Na desni strani plošče je bil naslednji stolpec besedila (dodane so metrične pretvorbe):
1. Skupna višina - 19 čevljev 3 palce [5,87 m].
2. Skupna teža - 237.746 funtov [107.840 kg].
3. Štirje veliki kamni so 16 čevljev, štiri palce [4,98 m] visoki, vsak je v  povprečju težak 42.437 funtov [19.249 kg].
4. Srednji kamen je visok 16 čevljev in štiri palce [4,98 m], težak 20.957 funtov [9.506 kg].
5. Vrhnji kamen je dolg 9 čevljev in 8 palcev [2,95 m], širok 6 čevljev in 6 palcev [1,98 m] ter debel 1 čevelj, 7 palcev [0,48 m]. Tehta 24.832 funtov [11.264 kg].
6. Nosilni kamni (podlage) so dolgi 7 čevljev in  4 palce [2,24 m], široki  2 čevlja [0,61 m] ter debeli 1 čevelj in 4 palce [0,41 m]. Vsak v povprečju tehta 4.875 funtov [2.211 kg].
7. Podporni kamen (podlaga) je dolg 4 čevlje in 2,5 palca [1,28 m], širok 2čevlja 2 palca [0,66 m] in debel 1čevelj 7 palcev [0,48 m]. Teža 2.707 funtov [1.228 kg].
8. 951 kubičnih čevljev [26,9 m³] granita.
9. Granit je iz kamnoloma, ki se nahaja 3 milje (5 km) zahodno od Elbertona v Georgiji.

### Jeziki smernic
Pod dvema stolpcema besedila je bil napis »JEZIKI SMERNIC«, pod katerimi je bil diagram postavitve granitnih plošč. Imena osmih sodobnih jezikov so bila napisana vzdolž dolgih robov pravokotnikov, po en na rob. Začela so se pri severu in si sledila v smeri urinega kazalca, tako da je bil najprej naveden zgornji rob severovzhodnega pravokotnika, to so angleški, španski, svahili, hindujski, hebrejski, arabski, kitajski in ruski jezik. Spodaj na sredini tablice je bilo naslednje besedilo:
Dodatne informacije so na voljo v muzeju in razstavi Elberton Granite
College Avenue
Elberton, Georgija

### Astronomske značilnosti
Štirje zunanji kamni so bili usmerjeni tako, da so označevali meje 18,6-letnega cikla deklinacije Lune. V osrednjem stolpcu je bila luknja, izvrtana pod kotom z ene strani na drugo, skozi katero je bila vidna Severnica, zvezda, katere položaj se s časom zelo malo spreminja. Skozi isti steber je bila vklesana reža, poravnana s sončnimi solsticiji in enakonočji. 7⁄8-palčna (22 mm) odprtina v glavnem kamnu je omogočala prehod sončnega žarka vsak dan opoldne, pri čemer je žarek na osrednjem kamnu kazal dan v letu.

## Tolmačenja
Yoko Ono je dejala, da so vpisana sporočila »vznemirljiv klic k racionalnemu razmišljanju«, medtem ko je revija Wired zapisala, da so jih nedoločeni nasprotniki označili kot »deset antikristovih zapovedi«.
Smerni kamni so postali predmet zanimanja teoretikov zarote. Eden od njih, aktivist z imenom Mark Dice, je zahteval, da se kamni »razbijejo na milijon kosov in nato ruševine uporabijo za gradbeni projekt«. Trdil je, da so vodiči »globokega satanskega izvora« in da RC Christian pripada »luciferijanski tajni družbi«, povezani z novim svetovnim redom. Ob odkritju spomenika je lokalni duhovnik razglasil, da verjame, da je spomenik »za častilce sonca, za kultno čaščenje in za hudičevo čaščenje«. Teoretik zarote Jay Weidner je dejal, da je psevdonim človeka, ki je naročil kamne - »RC Christian« - podoben Rose Cross Christianu ali Christianu Rosenkreuzu, ustanovitelju Rozenkrojcerskega reda. 
Ena od interpretacij kamnov je, da opisujejo osnovne koncepte, potrebne za obnovo opustošene civilizacije. Avtor Brad Meltzer ugotavlja, da so bili kamni zgrajeni leta 1979 na vrhuncu hladne vojne in s tem trdi, da so bili morda namenjeni sporočilu morebitnim preživelim v tretji jedrski svetovni vojni. Vklesan predlog, da bi bilo prebivalstvo človeštva manjše od 500 milijonov, bi lahko bil pod predpostavko, da je vojna človeštvo že zmanjšala pod to številko.
Smerni kamni so bili na kratko prikazani in obravnavani v dokumentarnih filmih Shermanov marec (1986) in Endgame: Blueprint for Global Enslavement (2007), na veliko pa so bili predstavljeni v epizodi Skrivnosti v muzeju iz leta 2012, »Monumental Mysteries Special« z Donom Wildmanom.
Kongresnica Marjorie Taylor Greene (R-GA) se je leta 2018 odzvala na objavo na Facebooku, ki je podprla številne teorije zarote, vključno s tisto o smernih kamnih. Taylor Greene je zapisala: »To je vse res. Mimogrede, videla sem Smerne kamne v Georgiji.«